# Basketball-Europameisterschaft der Damen 2023
Die Basketball-Europameisterschaft 2023 der Damen (offiziell: EuroBasket Women 2023) war die 39. Austragung des Wettbewerbs. Sie fand vom 15. Juni bis zum 25. Juni 2023 in Slowenien und Israel statt und wurde von der FIBA Europa organisiert.

## Qualifikation
Die Qualifikationsspiele wurden im Zeitraum vom 11. November 2021 bis zum 12. Februar 2023 ausgetragen.

## Austragungsorte
Es wurde in einer slowenischen und einer israelischen Arena gespielt.
| Ljubljana |

| Tel Aviv |

| Ljubljana |

| Tel Aviv |

## Vorrunde
In der Vorrunde spielten jeweils vier Mannschaften in vier Gruppen gegeneinander. Der Sieger eines Spiels erhielt zwei Punkte, der Verlierer einen Punkt. Stand ein Spiel am Ende der regulären Spielzeit unentschieden, so erfolgte eine Verlängerung.
| Lostopf 1                                  | Lostopf 2                                     | Lostopf 3                                             | Lostopf 4                                  |
| ------------------------------------------ | --------------------------------------------- | ----------------------------------------------------- | ------------------------------------------ |
| - Spanien - Frankreich - Belgien - Serbien | - Türkei - Italien - Griechenland - Slowenien | - Großbritannien - Montenegro - Slowakei - Tschechien | - Ungarn - Lettland - Deutschland - Israel |

Legende:
|  | für Viertelfinale qualifiziert         |
|  | Qualifikationsspiele für Viertelfinale |

### Gruppe A – Tel Aviv
Tabelle
| Platz | Team         | Spiele | Siege | Niederl. | Körbe   | Punkte | Diff. |
| ----- | ------------ | ------ | ----- | -------- | ------- | ------ | ----- |
| 1     | Spanien      | 3      | 2     | 1        | 217:184 | 5      | +33   |
| 2     | Montenegro   | 3      | 2     | 1        | 192:205 | 5      | −13   |
| 3     | Griechenland | 3      | 1     | 2        | 202:215 | 4      | −13   |
| 4     | Lettland     | 3      | 1     | 2        | 190:197 | 4      | −7    |

Spiele
| Spiel | Datum               | Team 1       | Team 2       | 1. Q. | 2. Q. | 3. Q. | 4. Q. | Verl. | Ergebnis |
| ----- | ------------------- | ------------ | ------------ | ----- | ----- | ----- | ----- | ----- | -------- |
| A1    | 15. Juni 2023 11:15 | Montenegro   | Griechenland | 18:23 | 23:11 | 19:15 | 14:20 | –     | 74:69    |
| A2    | 15. Juni 2023 20:00 | Lettland     | Spanien      | 17:15 | 20:13 | 18:19 | 12:16 | –     | 67:63    |
| A3    | 16. Juni 2023 17:15 | Griechenland | Lettland     | 13:17 | 19:17 | 24:13 | 17:18 | –     | 73:65    |
| A4    | 16. Juni 2023 19:45 | Spanien      | Montenegro   | 19:14 | 23:15 | 10:22 | 26:6  | –     | 78:57    |
| A5    | 18. Juni 2023 11:15 | Montenegro   | Lettland     | 12:16 | 12:14 | 21:10 | 16:18 | –     | 61:58    |
| A6    | 18. Juni 2023 19:45 | Spanien      | Griechenland | 20:18 | 15:9  | 20:22 | 21:11 | –     | 76:60    |

### Gruppe B – Tel Aviv
Tabelle
| Platz | Team       | Spiele | Siege | Niederl. | Körbe   | Punkte | Diff. |
| ----- | ---------- | ------ | ----- | -------- | ------- | ------ | ----- |
| 1     | Belgien    | 3      | 3     | 0        | 264:164 | 6      | +100  |
| 2     | Tschechien | 3      | 2     | 1        | 163:194 | 5      | −31   |
| 3     | Italien    | 3      | 1     | 2        | 210:201 | 4      | +9    |
| 4     | Israel     | 3      | 0     | 3        | 179:257 | 3      | −78   |

Spiele
| Spiel | Datum               | Team 1     | Team 2     | 1. Q. | 2. Q. | 3. Q. | 4. Q. | Verl. | Ergebnis |
| ----- | ------------------- | ---------- | ---------- | ----- | ----- | ----- | ----- | ----- | -------- |
| B1    | 15. Juni 2023 14:00 | Italien    | Tschechien | 17:17 | 16:15 | 17:11 | 8:18  | –     | 58:61    |
| B2    | 15. Juni 2023 17:15 | Belgien    | Israel     | 28:18 | 33:16 | 24:9  | 23:16 | –     | 108:59   |
| B3    | 16. Juni 2023 11:15 | Tschechien | Belgien    | 11:20 | 15:19 | 7:25  | 8:20  | –     | 41:84    |
| B4    | 16. Juni 2023 14:30 | Israel     | Italien    | 18:30 | 13:17 | 14:20 | 23:21 | –     | 68:88    |
| B5    | 18. Juni 2023 14:15 | Belgien    | Italien    | 26:22 | 17:17 | 11:15 | 18:10 | –     | 72:64    |
| B6    | 18. Juni 2023 17:00 | Tschechien | Israel     | 19:11 | 13:19 | 14:12 | 15:10 | –     | 61:52    |

### Gruppe C – Ljubljana
Tabelle
| Platz | Team           | Spiele | Siege | Niederl. | Körbe   | Punkte | Diff. |
| ----- | -------------- | ------ | ----- | -------- | ------- | ------ | ----- |
| 1     | Frankreich     | 3      | 3     | 0        | 194:175 | 6      | +19   |
| 2     | Deutschland    | 3      | 2     | 1        | 178:181 | 5      | −3    |
| 3     | Großbritannien | 3      | 1     | 2        | 194:196 | 4      | −2    |
| 4     | Slowenien      | 3      | 0     | 3        | 201:215 | 3      | −14   |

Spiele
| Spiel | Datum               | Team 1         | Team 2         | 1. Q. | 2. Q. | 3. Q. | 4. Q. | Verl. | Ergebnis |
| ----- | ------------------- | -------------- | -------------- | ----- | ----- | ----- | ----- | ----- | -------- |
| C1    | 15. Juni 2023 18:00 | Großbritannien | Slowenien      | 11:23 | 22:15 | 27:18 | 16:15 | –     | 76:71    |
| C2    | 15. Juni 2023 20:45 | Deutschland    | Frankreich     | 16:11 | 7:16  | 15:16 | 12:15 | –     | 50:58    |
| C3    | 16. Juni 2023 15:00 | Frankreich     | Großbritannien | 19:11 | 10:13 | 15:11 | 19:22 | –     | 63:57    |
| C4    | 16. Juni 2023 18:00 | Slowenien      | Deutschland    | 17:14 | 13:18 | 15:10 | 17:24 | –     | 62:66    |
| C5    | 18. Juni 2023 12:15 | Deutschland    | Großbritannien | 15:19 | 14:19 | 18:6  | 15:17 | –     | 62:61    |
| C6    | 18. Juni 2023 18:00 | Slowenien      | Frankreich     | 14:15 | 25:21 | 12:18 | 17:19 | –     | 68:73    |

### Gruppe D – Ljubljana
Tabelle
| Platz | Team     | Spiele | Siege | Niederl. | Körbe   | Punkte | Diff. |
| ----- | -------- | ------ | ----- | -------- | ------- | ------ | ----- |
| 1     | Ungarn   | 3      | 2     | 1        | 238:211 | 5      | +27   |
| 2     | Serbien  | 3      | 2     | 1        | 236:196 | 5      | +40   |
| 3     | Slowakei | 3      | 1     | 2        | 199:245 | 4      | −46   |
| 4     | Türkei   | 3      | 1     | 2        | 198:219 | 4      | −21   |

Spiele
| Spiel | Datum               | Team 1   | Team 2   | 1. Q. | 2. Q. | 3. Q. | 4. Q. | Verl. | Ergebnis |
| ----- | ------------------- | -------- | -------- | ----- | ----- | ----- | ----- | ----- | -------- |
| D1    | 15. Juni 2023 12:15 | Slowakei | Ungarn   | 12:16 | 20:24 | 21:15 | 14:34 | –     | 67:89    |
| D2    | 15. Juni 2023 15:00 | Türkei   | Serbien  | 22:21 | 11:16 | 19:21 | 11:13 | –     | 63:71    |
| D3    | 16. Juni 2023 12:15 | Ungarn   | Türkei   | 18:13 | 16:13 | 17:16 | 17:27 | –     | 68:69    |
| D4    | 16. Juni 2023 20:45 | Serbien  | Slowakei | 30:12 | 17:19 | 18:4  | 25:17 | –     | 90:52    |
| D5    | 18. Juni 2023 15:00 | Ungarn   | Serbien  | 23:23 | 16:21 | 27:11 | 15:20 | –     | 81:75    |
| D6    | 18. Juni 2023 20:45 | Türkei   | Slowakei | 15:21 | 16:19 | 14:18 | 21:22 | –     | 66:80    |

## Finalrunde

### Qualifikation für das Viertelfinale
| Datum               | Ort       | Team 1      | Team 2         | 1. Q. | 2. Q. | 3. Q. | 4. Q. | Verl. | Ergebnis |
| ------------------- | --------- | ----------- | -------------- | ----- | ----- | ----- | ----- | ----- | -------- |
| 19. Juni 2023 17:00 | Tel Aviv  | Tschechien  | Griechenland   | 22:22 | 19:20 | 20:19 | 18:15 | –     | 79:76    |
| 19. Juni 2023 20:00 | Tel Aviv  | Montenegro  | Italien        | 22:8  | 13:14 | 13:9  | 15:18 | –     | 63:49    |
| 20. Juni 2023 18:00 | Ljubljana | Deutschland | Slowakei       | 21:19 | 23:17 | 17:12 | 18:21 | –     | 79:69    |
| 20. Juni 2023 21:00 | Ljubljana | Serbien     | Großbritannien | 13:10 | 16:18 | 16:14 | 21:18 | –     | 66:60    |

### Turnierbaum
|  | Viertelfinale | Viertelfinale |          |            | Halbfinale       | Halbfinale |  |  | Finale   | Finale   |
|  |               |               |          |            |                  |            |  |  |          |          |
|  | 22. Juni      |               |          |            |                  |            |  |  |          |          |
|  | Spanien       | 67            |          |            |                  |            |  |  |          |          |
|  | Spanien       | 67            | 24. Juni |            |                  |            |  |  |          |          |
|  | Deutschland   | 42            |          |            |                  |            |  |  |          |          |
|  | Deutschland   | 42            | Spanien  | 69         |                  |            |  |  |          |          |
|  |               |               | Spanien  | 69         |                  |            |  |  |          |          |
|  |               | Ungarn        | 60       |            |                  |            |  |  |          |          |
|  | Ungarn        | Ungarn        | 60       | 62         |                  |            |  |  |          |          |
|  | Ungarn        |               |          | 62         |                  |            |  |  |          |          |
|  | Tschechien    | 61            |          | 25. Juni   | 25. Juni         |            |  |  |          |          |
|  | 22. Juni      | 22. Juni      | Spanien  | 58         |                  |            |  |  |          |          |
|  | 22. Juni      | 22. Juni      |          | Belgien    | 64               |            |  |  |          |          |
|  | Belgien       | 93            |          |            |                  |            |  |  |          |          |
|  | Serbien       | 53            |          |            |                  |            |  |  |          |          |
|  | Serbien       | 53            | Belgien  | 67         |                  |            |  |  |          |          |
|  |               |               | Belgien  | 67         | Spiel um Platz 3 |            |  |  |          |          |
|  |               | Frankreich    | 63       |            |                  |            |  |  |          |          |
|  | Frankreich    | Frankreich    | 63       | 89         | Ungarn           | 68         |  |  |          |          |
|  | Frankreich    | 24. Juni      |          | 89         | Ungarn           | 68         |  |  |          |          |
|  | Montenegro    | 46            |          | Frankreich | 82               |            |  |  |          |          |
|  | Montenegro    | 46            |          |            | 82               |            |  |  |          |          |
|  | 22. Juni      | 22. Juni      |          |            |                  |            |  |  | 25. Juni | 25. Juni |

### Viertelfinale
| Datum               | Ort       | Team 1     | Team 2      | 1. Q. | 2. Q. | 3. Q. | 4. Q. | Verl. | Ergebnis |
| ------------------- | --------- | ---------- | ----------- | ----- | ----- | ----- | ----- | ----- | -------- |
| 22. Juni 2023 12:15 | Ljubljana | Ungarn     | Tschechien  | 7:11  | 22:11 | 19:17 | 14:22 | –     | 62:61    |
| 22. Juni 2023 15:00 | Ljubljana | Belgien    | Serbien     | 28:8  | 21:23 | 22:14 | 22:8  | –     | 93:53    |
| 22. Juni 2023 18:00 | Ljubljana | Frankreich | Montenegro  | 23:9  | 21:17 | 21:11 | 24:9  | –     | 89:46    |
| 22. Juni 2023 20:45 | Ljubljana | Spanien    | Deutschland | 20:7  | 13:9  | 20:13 | 14:13 | –     | 67:42    |

### Qualifikation zur Olympiaqualifikation
| Datum               | Ort       | Team 1      | Team 2     | 1. Q. | 2. Q. | 3. Q. | 4. Q. | Verl. | Ergebnis   |
| ------------------- | --------- | ----------- | ---------- | ----- | ----- | ----- | ----- | ----- | ---------- |
| 24. Juni 2023 12:00 | Ljubljana | Deutschland | Tschechien | 18:15 | 11:18 | 13:16 | 21:14 | 8:6   | 71:69 (OT) |
| 24. Juni 2023 14:45 | Ljubljana | Serbien     | Montenegro | 19:16 | 19:15 | 15:12 | 10:15 | –     | 63:58      |

### Halbfinale
| Datum               | Ort       | Team 1  | Team 2     | 1. Q. | 2. Q. | 3. Q. | 4. Q. | Verl. | Ergebnis |
| ------------------- | --------- | ------- | ---------- | ----- | ----- | ----- | ----- | ----- | -------- |
| 24. Juni 2023 17:45 | Ljubljana | Spanien | Ungarn     | 18:14 | 20:14 | 12:18 | 19:14 | –     | 69:60    |
| 24. Juni 2023 20:45 | Ljubljana | Belgien | Frankreich | 18:8  | 26:22 | 10:16 | 13:17 | –     | 67:63    |

### Spiel um Platz 5
| Datum               | Ort       | Team 1      | Team 2  | 1. Q. | 2. Q. | 3. Q. | 4. Q. | Verl. | Ergebnis |
| ------------------- | --------- | ----------- | ------- | ----- | ----- | ----- | ----- | ----- | -------- |
| 25. Juni 2023 14:15 | Ljubljana | Deutschland | Serbien | 15:25 | 19:22 | 9:15  | 19:16 | –     | 62:78    |

### Spiel um Platz 3
| Datum               | Ort       | Team 1 | Team 2     | 1. Q. | 2. Q. | 3. Q. | 4. Q. | Verl. | Ergebnis |
| ------------------- | --------- | ------ | ---------- | ----- | ----- | ----- | ----- | ----- | -------- |
| 25. Juni 2023 17:00 | Ljubljana | Ungarn | Frankreich | 8:26  | 22:23 | 19:12 | 19:21 | –     | 68:82    |

### Endspiel
| Datum               | Ort       | Team 1  | Team 2  | 1. Q. | 2. Q. | 3. Q. | 4. Q. | Verl. | Ergebnis |
| ------------------- | --------- | ------- | ------- | ----- | ----- | ----- | ----- | ----- | -------- |
| 25. Juni 2023 20:00 | Ljubljana | Spanien | Belgien | 17:13 | 15:12 | 16:18 | 10:21 | –     | 58:64    |